# Championnats du Canada de cyclisme sur route

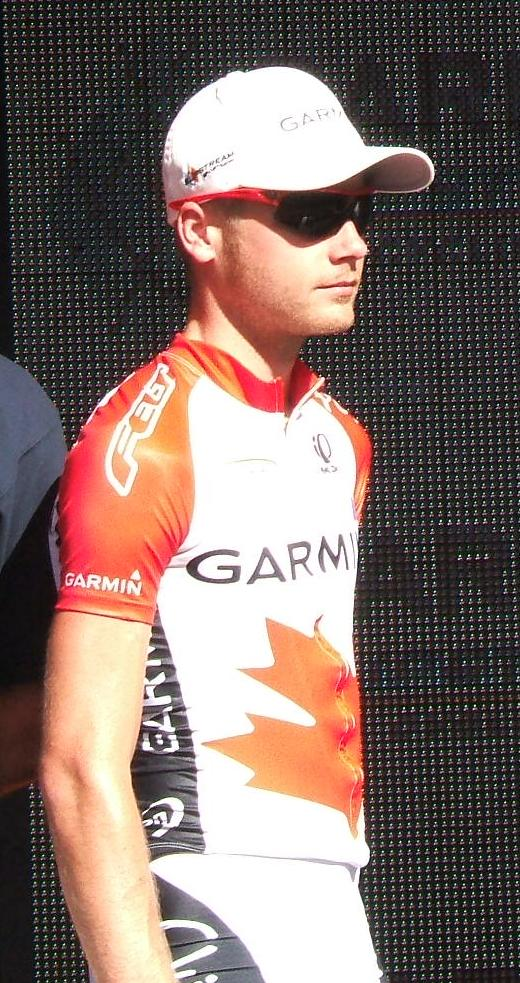
Christian Meier, vêtu du maillot de champion du Canada en 2009.

Les championnats du Canada de cyclisme sur route sont les championnats nationaux de cyclisme sur route du Canada, organisés par l'Association cycliste canadienne. Ils ont lieu tous les ans depuis 1959, à l'exception de 1961, 1965 et 1979.

## Hommes

### Podiums de la course en ligne
En 2003, la course en ligne masculine élite était « open ». Était déclaré champion du Canada le premier cycliste licencié du Canada même s'il n'est pas le premier à franchir la ligne. Le titre est revenu au Québécois Dominique Perras, qui a terminé troisième de l'épreuve, dans la roue de l'Américain Will Frischkorn et à 3 min 34 s du vainqueur australien Nathan O'Neill. Ce sont les coureurs de l'Ontario Mark Walters et Eric Wohlberg, quatrième et cinquième de la course, qui ont décroché respectivement l'argent et le bronze des Championnats canadiens.
| Année | Vainqueur                | Deuxième           | Troisième                |
| ----- | ------------------------ | ------------------ | ------------------------ |
| 1959  | Egidio Bolzon            | Ian Mahon          | Roy Williamson           |
| 1960  | Alessandro Messina (en)  |                    |                          |
| 1961  | Non organisé             | Non organisé       | Non organisé             |
| 1962  | Egidio Bolzon            |                    |                          |
| 1963  | Sammy Watson             |                    |                          |
| 1964  | Giacomo Segat            | Jacques Lepage     |                          |
| 1965  | Non organisé             | Non organisé       | Non organisé             |
| 1966  | Paolo Mori               |                    |                          |
| 1967  | Stu Mapp                 |                    |                          |
| 1968  | Joe Jones (en)           |                    |                          |
| 1969  | Horst Stuewe             |                    |                          |
| 1970  | Max Grace (en)           |                    |                          |
| 1971  | Max Grace (en)           |                    |                          |
| 1972  | Max Grace (en)           |                    |                          |
| 1973  | Norman Lowe              | Jocelyn Lovell     | Brian Chewter (en)       |
| 1974  | Jocelyn Lovell           |                    |                          |
| 1975  | Brian Keast (en)         | Tom Morris (en)    | Robert Van den Eynde     |
| 1976  | Pierre Harvey            | Serge Proulx (en)  | Ron Hayman (en)          |
| 1977  | Ron Hayman (en)          |                    |                          |
| 1978  | Normand St-Aubin         |                    |                          |
| 1979  | Ron Hayman (en)          | Pierre Harvey      |                          |
| 1980  | Bernie Willock (en)      |                    |                          |
| 1981  | Steve Bauer              |                    |                          |
| 1982  | Steve Bauer              | Gerry Dovick       |                          |
| 1983  | Steve Bauer              |                    |                          |
| 1984  | Andrew Hansen            |                    |                          |
| 1985  | Gervais Rioux            | Alex Stieda        | Mark Berger              |
| 1986  | Eon D'Ornellas           | Martin Barras      | John Large               |
| 1987  | Gervais Rioux            |                    |                          |
| 1988  | Brian Walton             |                    |                          |
| 1989  | P. Rygielski             |                    |                          |
| 1990  | Colin Davidson (en)      |                    |                          |
| 1991  | Todd McNutt (en)         |                    |                          |
| 1992  | Scott Prise (en)         | Blair Saunders     | Steve Rover              |
| 1993  | Matthew Anand            |                    |                          |
| 1994  | Czeslaw Lukaszewicz (en) | Jeff Barnes        |                          |
| 1995  | Matthew Anand            | Michael Barry      | Jacques Landry           |
| 1996  | Steve Rover              | Eric Wohlberg      | Jean-Sébastien Béland    |
| 1997  | Czeslaw Lukaszewicz (en) | Eric Wohlberg      | Matt Anand               |
| 1998  | Mark Walters             | Brian Walton       | Czeslaw Lukaszewicz (en) |
| 1999, | Czeslaw Lukaszewicz (en) | Matt Anand         | Sylvain Beauchamp        |
| 2000  | Czeslaw Lukaszewicz (en) | Gordon Fraser      | Brian Walton             |
| 2001  | Mark Walters             | Michael Barry      | Min van Velzen           |
| 2002  | Andrew Randell           | Dominique Perras   | Antoine Varghese         |
| 2003  | Dominique Perras         | Mark Walters       | Eric Wohlberg            |
| 2004  | Gordon Fraser            | Svein Tuft         | Alexandre Lavallée       |
| 2005  | François Parisien        | Eric Wohlberg      | Dominique Perras         |
| 2006  | Dominique Rollin         | Svein Tuft         | Dominique Perras         |
| 2007  | Cameron Evans            | Andrew Randell     | Dominique Perras         |
| 2008  | Christian Meier          | Bruno Langlois     | Jacob Erker              |
| 2009  | Guillaume Boivin         | André Tremblay     | Andrew Hunt              |
| 2010  | Will Routley             | Andrew Randell     | Bruno Langlois           |
| 2011  | Svein Tuft               | Will Routley       | Zachary Bell             |
| 2012  | Ryan Roth                | Michael Barry      | Marsh Cooper             |
| 2013  | Zachary Bell             | Ryan Anderson      | Antoine Duchesne         |
| 2014  | Svein Tuft               | Ryan Roth          | Christian Meier          |
| 2015  | Guillaume Boivin         | Ryan Anderson      | Ryan Roth                |
| 2016  | Bruno Langlois           | Benjamin Perry     | Will Routley             |
| 2017  | Matteo Dal-Cin           | Marc-Antoine Soucy | Pier-André Côté          |
| 2018  | Antoine Duchesne         | Benjamin Perry     | Nigel Ellsay             |
| 2019  | Adam de Vos              | Nigel Ellsay       | Nickolas Zukowsky        |
| 2021  | Guillaume Boivin         | Antoine Duchesne   | Derek Gee                |
| 2022  | Pier-André Côté          | Guillaume Boivin   | Benjamin Perry           |
| 2023  | Nickolas Zukowsky        | Philippe Jacob     | Nicolas Rivard           |
| 2024  | Michael Woods            | Pier-André Côté    | Carson Miles             |
| 2025  | Derek Gee                | Hugo Houle         | Michael Leonard          |

Multi-titrés
- 4 : Czeslaw Lukaszewicz (en)
- 3 : Steve Bauer, Max Grace (en), Guillaume Boivin
- 2 : Matt Anand, Egidio Bolzon, Gerard Rioux, Svein Tuft, Mark Walters

### Podiums du contre-la-montre
| Année     | Vainqueur        | Deuxième           | Troisième             |
| --------- | ---------------- | ------------------ | --------------------- |
| 1966      | André Cloutier   |                    |                       |
| 1967      | Barry Harvey     |                    |                       |
| 1968      | Barry Harvey     |                    |                       |
| 1969      | Jocelyn Lovell   |                    |                       |
| 1970      | Jocelyn Lovell   |                    |                       |
| 1971      | Jocelyn Lovell   |                    |                       |
| 1972      | Frank Ludtke     |                    |                       |
| 1973      | Jocelyn Lovell   |                    |                       |
| 1974      | Jocelyn Lovell   |                    |                       |
| 1975      | Jocelyn Lovell   |                    |                       |
| 1976      | Jocelyn Lovell   |                    |                       |
| 1977      | Jocelyn Lovell   |                    |                       |
| 1978      | Jocelyn Lovell   |                    |                       |
| 1979      | Gordon Singleton |                    |                       |
| 1980      | Jocelyn Lovell   |                    |                       |
| 1981–1991 | Non organisé     | Non organisé       | Non organisé          |
| 1992      | Curt Harnett     |                    |                       |
| 1993      | Jeff Barnes      |                    |                       |
| 1994      | Peter Wedge      |                    |                       |
| 1995      | Roland Green     |                    |                       |
| 1996      | Eric Wohlberg    |                    |                       |
| 1997      | Eric Wohlberg    | Brian Walton       | Jacques Landry        |
| 1998      | Eric Wohlberg    | Brian Walton       | Jacques Landry        |
| 1999      | Eric Wohlberg    | Brian Walton       | Peter Wedge           |
| 2000      | Eric Wohlberg    | Andrew Randell     | Min van Velzen        |
| 2001      | Eric Wohlberg    | Svein Tuft         | Roland Green          |
| 2002      | Eric Wohlberg    | Alexandre Cloutier | Svein Tuft            |
| 2003      | Eric Wohlberg    | Svein Tuft         | Jean-François Laroche |
| 2004      | Svein Tuft       | Eric Wohlberg      | Darko Ficko           |
| 2005      | Svein Tuft       | Eric Wohlberg      | Ryder Hesjedal        |
| 2006      | Svein Tuft       | Ryder Hesjedal     | Eric Wohlberg         |
| 2007      | Ryder Hesjedal   | Svein Tuft         | Zachary Bell          |
| 2008      | Svein Tuft       | Ryan Roth          | Zachary Bell          |
| 2009      | Svein Tuft       | Christian Meier    | Zachary Bell          |
| 2010      | Svein Tuft       | Zachary Bell       | Ryan Roth             |
| 2011      | Svein Tuft       | Christian Meier    | David Veilleux        |
| 2012      | Svein Tuft       | Christian Meier    | Hugo Houle            |
| 2013      | Curtis Dearden   | Christian Meier    | Alexander Cataford    |
| 2014      | Svein Tuft       | Hugo Houle         | Ryan Roth             |
| 2015      | Hugo Houle       | Ryan Roth          | Christian Meier       |
| 2016      | Ryan Roth        | Alexander Cataford | Svein Tuft            |
| 2017      | Svein Tuft       | Nigel Ellsay       | Rob Britton           |
| 2018      | Svein Tuft       | Rob Britton        | Alexander Cataford    |
| 2019      | Rob Britton      | Svein Tuft         | Adam Roberge          |
| 2021      | Hugo Houle       | Alexander Cowan    | Derek Gee             |
| 2022      | Derek Gee        | Matteo Dal-Cin     | Pier-André Côté       |
| 2023      | Derek Gee        | Nickolas Zukowsky  | Matteo Dal-Cin        |
| 2024      | Pier-André Côté  | Carson Miles       | Edward Ouellet        |
| 2025      | Michael Leonard  | Derek Gee          | Pier-André Côté       |

Multi-titrés
- 11 : Svein Tuft
- 10 : Jocelyn Lovell
- 8 : Eric Wohlberg
- 2 : Barry Harvey et Hugo Houle

### Podiums du critérium
| Année     | Vainqueur           | Deuxième              | Troisième           |
| --------- | ------------------- | --------------------- | ------------------- |
| 1999      | Peter Wedge         | Michael Barry         | Mark Walters        |
| 2001      | Charles Dionne      | Peter Wedge           | Andrew Pinfold      |
| 2002      | Eric Wohlberg       | Min van Velzen        | Charles Dionne      |
| 2003      | Svein Tuft          | Tim Lefebvre          | Peter Morse         |
| 2004      | Cam Evans           | Svein Tuft            | Andrew Pinfold      |
| 2005      | Charles Dionne      | Andrew Pinfold        | Keven Lacombe       |
| 2006      | Cam Evans           | Svein Tuft            | Andrew Pinfold      |
| 2007      | Charles Dionne      | Zach Bell             | Keven Lacombe       |
| 2008      | Keven Lacombe       | Bruno Langlois        | Derrick St. John    |
| 2011      | David Veilleux      | Derrick St. John      | Ben Chaddock        |
| 2012      | Ben Chaddock        | Cody Canning          | Nic Hamilton        |
| 2013      | Pierrick Naud       | Jean-Sébastien Perron | Nic Hamilton        |
| 2014      | Rémi Pelletier-Roy  | Ryan-Shaun Macdonald  | Dustin Andrews      |
| 2015      | Ben Perry           | Nigel Ellsay          | Matteo Dal-Cin      |
| 2016      | Ben Perry           | Kris Dahl             | Marc-Antoine Soucy  |
| 2017      | Pier-André Côté     | Pierrick Naud         | Félix Côté-Bouvette |
| 2018      | Nickolas Zukowsky   | Ryan Roth             | Pier-André Côté     |
| 2019      | Ryan Roth           | Robin Plamondon       | Pier-André Côté     |
| 2020-2021 | Pas organisé        | Pas organisé          | Pas organisé        |
| 2022      | Michael Foley       | Alexander Cowan       | Sam Morris          |
| 2023      | Alexander Cowan     | Philippe Jacob        | Laurent Gervais     |
| 2024      | Matisse Julien      | Félix Hamel           | Reid Kinniburgh     |
| 2025      | Mathias Guillemette | Philippe Jacob        | Carl Truffer        |

## Femmes

### Podiums de la course en ligne
| Année | Vainqueur              | Deuxième             | Troisième              |
| ----- | ---------------------- | -------------------- | ---------------------- |
| 1974  | France Richer          | Marilyn Freeman      | Jane McVeigh           |
| 1975  | Karen Strong           | Jane McVeigh         | Betty Schepens         |
| 1976  | Karen Strong           | Dora Horbatiuk       | Sylvia Burka           |
| 1977  | Sylvia Burka           | Karen Strong         | Carole Vanier          |
| 1978  | Sylvia Burka           | J. Stevens           | M.A. Kokan             |
| 1979  | Karen Strong           | Sylvia Burka         | Marie-Claude Audet     |
| 1980  | Sylvia Burka           | Carole Vanier        | Marie-Claude Audet     |
| 1981  | Karen Strong           | Carole Vanier        | Geneviève Robic-Brunet |
| 1982  | Verena Buhler          | Laurel Zike          | Karen Strong           |
| 1983  | Marie-Claude Audet     | Karen Strong         | Verena Buhler          |
| 1984  | Geneviève Robic-Brunet | Marie-Claude Audet   | Laurel Zike            |
| 1985  | Barbara Lang           | Sara Neil            | Pamela Bryant          |
| 1986  | Sara Neil              | Barbara Lang         | Denise Kelly           |
| 1987  | Geneviève Robic-Brunet | Alison Sydor         | Barbara Lang           |
| 1988  | Sara Neil              | Maria Hawkins        | Edie Fischer           |
| 1989  | Laurel Zike            | Maria Hawkins        | Edie Fischer           |
| 1990  | Alison Sydor           | Maria Hawkins        | Sara Neil              |
| 1991  | Alison Sydor           | Denise Kelly         | Maria Hawkins          |
| 1992  | Clara Hughes           | Susan Palmer-Komar   | Linda Jackson          |
| 1993  | Alison Sydor           | Clara Hughes         | Megan McKenna          |
| 1994  | Alison Sydor           | Leslie Tomlinson     | Clara Hughes           |
| 1995  | Linda Jackson          | Susan Palmer-Komar   | Alison Sydor           |
| 1996  | Susan Palmer-Komar     | Anne Samplonius      | Leigh Hobson           |
| 1997  | Linda Jackson          | Julia Farell         | Susan Palmer-Komar     |
| 1998  | Linda Jackson          | Alison Sydor         | Lyne Bessette          |
| 1999  | Clara Hughes           | Lyne Bessette        | Sandy Espeseth         |
| 2000  | Sandy Espeseth         | Mélanie Nadeau       | Leigh Hobson           |
| 2001  | Lyne Bessette          | Sandy Espeseth       | Geneviève Jeanson      |
| 2002  | Katy Saint-Laurent     | Julie Pepin          | Sandy Espeseth         |
| 2003  | Geneviève Jeanson      | Lyne Bessette        | Susan Palmer-Komar     |
| 2004  | Lyne Bessette          | Manon Jutras         | Erinne Willock         |
| 2005  | Geneviève Jeanson      | Erinne Willock       | Susan Palmer-Komar     |
| 2006  | Alexandra Wrubleski    | Anne Samplonius      | Leigh Hobson           |
| 2007  | Gina Grain             | Marni Hambleton      | Moriah Jo McGregor     |
| 2008  | Alexandra Wrubleski    | Leigh Hobson         | Felicia Greer          |
| 2009  | Alison Testroete       | Gina Grain           | Merrill Collins        |
| 2010  | Joëlle Numainville     | Tara Whitten         | Alison Testroete       |
| 2011  | Véronique Fortin       | Lex Albrecht         | Erinne Willock         |
| 2012  | Denise Ramsden         | Clara Hughes         | Joëlle Numainville     |
| 2013  | Joëlle Numainville     | Leah Kirchmann       | Lex Albrecht           |
| 2014  | Leah Kirchmann         | Denise Ramsden       | Leah Guloien           |
| 2015  | Joëlle Numainville     | Leah Kirchmann       | Jamie Gilgen           |
| 2016  | Annie Foreman-Mackey   | Joëlle Numainville   | Leah Kirchmann         |
| 2017  | Allison Beveridge      | Kirsti Lay           | Alison Jackson         |
| 2018  | Katherine Maine        | Kinley Gibson        | Sara Bergen            |
| 2019  | Karol-Ann Canuel       | Leah Kirchmann       | Ariane Bonhomme        |
| 2020  | annulé/abandonné       |                      |                        |
| 2021  | Alison Jackson         | Maghalie Rochette    | Sara Poidevin          |
| 2022  | Maggie Coles-Lyster    | Alison Jackson       | Simone Boilard         |
| 2023  | Alison Jackson         | Olivia Baril         | Sarah Van Dam          |
| 2024  | Olivia Baril           | Magdeleine Vallieres | Mara Roldan            |
| 2025  | Alison Jackson         |                      |                        |

Multi-titrées
- 4 : Karen Strong, Alison Sydor
- 3 : Sylvia Burka, Linda Jackson, Joëlle Numainville
- 2 : Sara Neil, Geneviève Brunet, Clara Hughes, Lyne Bessette, Geneviève Jeanson, Alexandra Wrubleski, Alison Jackson

### Podiums du contre-la-montre
| Année     | Vainqueur           | Deuxième           | Troisième             |
| --------- | ------------------- | ------------------ | --------------------- |
| 1974      | Judy Dietiker       |                    |                       |
| 1975      | Karen Strong        |                    |                       |
| 1976      | Sylvia Burka        |                    |                       |
| 1977      | Karen Strong        |                    |                       |
| 1978      | Non organisé        | Non organisé       | Non organisé          |
| 1979      | Sylvia Burka        | Marie-Claude Audet | Lynne Doyle           |
| 1980      | Carole Vanier       | Sylvia Burka       | Geneviève Brunet      |
| 1981      | Karen Strong        | Verna Buhler       | Marie-Claude Audet    |
| 1982      | Claudia Tohermes    | Geneviève Brunet   | C. Baril              |
| 1983      | Marie-Claude Audet  | Kelly-Ann Way      | Geneviève Gauthier    |
| 1984–1985 | Non organisé        | Non organisé       | Non organisé          |
| 1986      | Sara Neil           | Barbara Lang       | Judy Latoski          |
| 1987–1990 | Non organisé        | Non organisé       | Non organisé          |
| 1991      | Kelly-Ann Way       |                    |                       |
| 1992      | Tanya Dubnicoff     |                    |                       |
| 1993      | Clara Hughes        | Anne Samplonius    | Linda Jackson         |
| 1994      | Clara Hughes        | Anne Samplonius    | Linda Jackson         |
| 1995      | Clara Hughes        | Susan Palmer-Komar | Jennifer Morwen-Smith |
| 1996      | Linda Jackson       | Anne Samplonius    | Jennifer Morwen-Smith |
| 1997      | Linda Jackson       | Annie Gariepy      | Lyne Bessette         |
| 1998      | Linda Jackson       | Anne Samplonius    | Andrea Hannos         |
| 1999      | Clara Hughes        | Anne Samplonius    | Lyne Bessette         |
| 2000      | Clara Hughes        | Geneviève Jeanson  | Leah Goldstein        |
| 2001      | Lyne Bessette       | Geneviève Jeanson  | Leah Goldstein        |
| 2002      | Geneviève Jeanson   | Leah Goldstein     | Lyne Bessette         |
| 2003      | Lyne Bessette       | Geneviève Jeanson  | Manon Jutras          |
| 2004      | Susan Palmer-Komar  | Lyne Bessette      | Merrill Collins       |
| 2005      | Susan Palmer-Komar  | Geneviève Jeanson  | Felicia Gomez Greer   |
| 2006      | Alexandra Wrubleski | Anne Samplonius    | Jessica Spence        |
| 2007      | Anne Samplonius     | Lyne Bessette      | Leigh Hobson          |
| 2008      | Anne Samplonius     | Julie Beveridge    | Alexandra Wrubleski   |
| 2009      | Tara Whitten        | Anne Samplonius    | Laura Brown           |
| 2010      | Julie Beveridge     | Anne Samplonius    | Tara Whitten          |
| 2011      | Clara Hughes        | Tara Whitten       | Rhae-Christie Shaw    |
| 2012      | Clara Hughes        | Rhae-Christie Shaw | Julie Beveridge       |
| 2013      | Joëlle Numainville  | Anika Todd         | Jasmin Glaesser       |
| 2014      | Leah Kirchmann      | Jasmin Glaesser    | Anika Todd            |
| 2015      | Karol-Ann Canuel    | Jasmin Glaesser    | Leah Kirchmann        |
| 2016      | Tara Whitten        | Karol-Ann Canuel   | Joelle Numainville    |
| 2017      | Karol-Ann Canuel    | Leah Kirchmann     | Sara Poidevin         |
| 2018      | Leah Kirchmann      | Karol-Ann Canuel   | Kirsti Lay            |
| 2019      | Leah Kirchmann      | Karol-Ann Canuel   | Marie-Soleil Blais    |
| 2020      | annulé/abandonné    |                    |                       |
| 2021      | Alison Jackson      | Marie-Soleil Blais | Gillian Ellsay        |
| 2022      | Paula Findlay       | Marie-Soleil Blais | Ngaire Barraclough    |
| 2023      | Paula Findlay       | Olivia Baril       | Jenna Nestman         |
| 2024      | Paula Findlay       | Olivia Baril       | Sarah Van Dam         |
| 2025      | Olivia Baril        |                    |                       |

Multi-titrées
- 7 : Clara Hughes
- 3 : Karen Strong, Leah Kirchmann
- 2 : Sylvia Burka, Lyne Bessette, Susan Palmer-Komar, Anne Samplonius, Karol-Ann Canuel

### Podiums du critérium
| Année     | Vainqueur            | Deuxième            | Troisième             |
| --------- | -------------------- | ------------------- | --------------------- |
| 1999      | Stacy Spencer        | Annié Gariépy       | Andrea Hannos (en)    |
| 2000      | Kim Davidge          | Andrea Hannos (en)  | Gina Grain            |
| 2001      | Allyson Fox          | Andrea Hannos (en)  | Raphaële Lemieux      |
| 2002      | Andrea Hannos (en)   | Carrie Tuck         | Sophie Saint-Jacques  |
| 2003      | Gina Grain           | Anne Samplonius     | Émilie Roy            |
| 2004      | Mandy Poitras        | Marni Prazsky       | Lisa Sweeney          |
| 2005      | Mandy Poitras        | Gina Grain          | Laura Yoisten         |
| 2006      | Anne Samplonius      | Alexandra Wrubleski | Gina Grain            |
| 2007      | Merrill Collins      | Alexandra Wrubleski | Alison Testroete (en) |
| 2008      | Merrill Collins      | Jenny Trew          | Stephanie Roorda      |
| 2011      | Leah Kirchmann       | Joëlle Numainville  | Rhae Shaw             |
| 2012      | Rhae Shaw            | Annie Ewart         | Karlee Gendron        |
| 2013      | Leah Kirchmann       | Lex Albrecht        | Stephanie Roorda      |
| 2014      | Leah Kirchmann       | Joanie Caron        | James Gilgen          |
| 2015      | Alison Jackson       | Denise Ramsden      | Leah Kirchmann        |
| 2016      | Kinley Gibson        | Justine Clift       | Ellen Watters         |
| 2017      | Leah Kirchmann       | Stephanie Roorda    | Joëlle Numainville    |
| 2018      | Sara Bergen          | Katherine Maine     | Leah Kirchmann        |
| 2019      | Allison Beveridge    | Ariane Bonhomme     | Marie-Soleil Blais    |
| 2020-2021 | Pas organisé         | Pas organisé        | Pas organisé          |
| 2022      | Maggie Coles-Lyster  | Alison Jackson      | Holly Simonson        |
| 2023      | Holly Simonson       | Ruby West           | Jenna Nestman         |
| 2024      | Magdeleine Vallieres | Nadia Gontova       | Alexandrine Obrand    |
| 2025      | Joséphine Péloquin   | Alexandra Volstad   | Laury Milette         |

## Espoirs Hommes

### Podiums de la course en ligne
| Année | Vainqueur          | Deuxième            | Troisième                |
| ----- | ------------------ | ------------------- | ------------------------ |
| 1997  | Michael Barry      | Daniel Defranceschi | Guillaume Belzile        |
| 1998  | Alexandre Lavallée | Pascal Choquette    | Matthew Hansen (en)      |
| 1999, | Jonathan Tremblay  | Charles Dionne      | Martin Saint-Laurent     |
| 2000  | Wannes Maertens    | Andrew Pinfold      | Pascal Choquette         |
| 2001  | Charles Dionne     | Peter Sanowar       | Jean-François Laroche    |
| 2002  | Dominique Rollin   | Cory Lange          | Martin Saint-Laurent     |
| 2003  | Martin Gilbert     | Murray Carter       | Cory Jay                 |
| 2004  | Cameron Evans      | François Parisien   | Will Routley             |
| 2005  | Ryan Roth          | Christian Meier     | Kevin Lacombe            |
| 2006  | David Veilleux     | Christian Meier     | Jamie Lamb               |
| 2007  | Christian Meier    | Ryan Anderson       | Éric Boily               |
| 2008  | David Veilleux     | Éric Boily          | Dave Vukets              |
| 2009  | Guillaume Boivin   | André Tremblay      | Andrew Hunt              |
| 2010  | Arnaud Papillon    | Jesse Reams         | David Boily              |
| 2011  | Hugo Houle         | Jamie Riggs         | Spencer Smitheman        |
| 2012  | Antoine Duchesne   | David Boily         | Hugo Houle               |
| 2013  | Antoine Duchesne   | Pierrick Naud       | Stuart Wight             |
| 2014  | Benjamin Perry     | Kris Dahl           | Jay Lamoureux            |
| 2015  | Benjamin Perry     | Adam de Vos         | Alexander Cataford       |
| 2016  | Benjamin Perry     | Olivier Brisebois   | Nicolas Masbourian       |
| 2017  | Marc-Antoine Soucy | Pier-André Côté     | Thierry Kirouac-Marcassa |
| 2018  | Edward Walsh       | Noah Simms          | Connor Toppings          |
| 2019  | Nickolas Zukowsky  | Derek Gee           | Evan Burtnik             |
| 2020  | Non organisé       | Non organisé        | Non organisé             |
| 2021  | Carson Miles       | Thomas Schellenberg | Eric Inkster             |
| 2022  | Carson Miles       | Nicolas Rivard      | Riley Pickrell           |
| 2023  | Philippe Jacob     | Nicolas Rivard      | Jérôme Gauthier          |
| 2024  | Quentin Cowan      | Jérôme Gauthier     | Leonard Peloquin         |
| 2025  | Jérôme Gauthier    | Luke Valenti        | Samuel Couture           |

Multi-titrés
- 3 : Benjamin Perry
- 2 : David Veilleux, Antoine Duchesne, Carson Miles

### Podiums du contre-la-montre
| Année | Vainqueur          | Deuxième            | Troisième               |
| ----- | ------------------ | ------------------- | ----------------------- |
| 1997  | Guillaume Belzile  | Mark Walters        | Andrew Randell          |
| 1998  | Pascal Choquette   | Matthew Hansen (en) | Alexandre Bernard       |
| 1999  | Charles Dionne     | Jonathan Tremblay   | Martin Saint-Laurent    |
| 2000  | Pascal Choquette   | Charles Dionne      | Nat Faulkner            |
| 2001  | Charles Dionne     | François Parisien   | Martin Gilbert          |
| 2002  | Ryder Hesjedal     | François Parisien   | Jean-François Laroche   |
| 2003  | Dominique Rollin   | Chris Isaac         | Martin Gilbert          |
| 2004  | Dominique Rollin   | Zachary Bell        | Jeff Sherstobitoff (de) |
| 2005  | Christian Meier    | Ryan Roth           | Bradley Fairall         |
| 2006  | David Veilleux     | Christian Meier     | Ryan Morris             |
| 2007  | David Veilleux     | Christian Meier     | Bradley Fairall         |
| 2008  | David Veilleux     | Bryson Bowers       | Garrett McLeod          |
| 2009  | David Veilleux     | Ryan Anderson       | Cody Campbell           |
| 2010  | Hugo Houle         | Guillaume Boivin    | Jordan Cheyne           |
| 2011  | Hugo Houle         | Rémi Pelletier-Roy  | Matteo Dal-Cin          |
| 2012  | Hugo Houle         | David Boily         | Rémi Pelletier-Roy      |
| 2013  | Alexander Cataford | Antoine Duchesne    | Matteo Dal-Cin          |
| 2014  | Kris Dahl          | Nigel Ellsay        | Peter Disera            |
| 2015  | Alexander Cataford | Adam de Vos         | Émile Jean              |
| 2016  | Alexander Cowan    | Jack Burke          | Adam Roberge            |
| 2017  | Adam Roberge       | Nickolas Zukowsky   | Alexander Cowan         |
| 2018  | Adam Roberge       | Nickolas Zukowsky   | Adam Jamieson           |
| 2019  | Adam Roberge       | Derek Gee           | Nickolas Zukowsky       |
| 2020  | Non organisé       | Non organisé        | Non organisé            |
| 2021  | Tristan Jussaume   | Ethan Sittlington   | Carson Miles            |
| 2022  | Tristan Jussaume   | Francis Juneau      | Thomas Nadeau           |
| 2023  | Michael Leonard    | Tristan Jussaume    | Jonas Walton            |
| 2024  | Jonas Walton       | Michael Leonard     | Campbell Parrish        |
| 2025  | Carson Mattern     | Jonas Walton        | Campbell Parrish        |

Multi-titrés
- 4 : David Veilleux
- 3 : Adam Roberge, Hugo Houle
- 2 : Pascal Choquette, Charles Dionne, Dominique Rollin, Alexander Cataford, Tristan Jussaume

### Podiums du critérium
| Année | Vainqueur            | Deuxième            | Troisième     |
| ----- | -------------------- | ------------------- | ------------- |
| 2012  | Jacob Schwingboth    | Pierrick Naud       | Jordan Brochu |
| 2013  | Pierrick Naud        | Ryan Aitcheson      | Adam de Vos   |
| 2014  | Ryan-Shaun Macdonald | Elliot Doyle        | Brandon Etzl  |
| 2022  | Charles Duquette     | Thomas Schellenberg | Nathan Pruner |

## Juniors Hommes

### Podiums de la course en ligne
| Année | Vainqueur                 | Deuxième           | Troisième              |
| ----- | ------------------------- | ------------------ | ---------------------- |
| 1997  | Trevor Wurtele            | Michel Prud'homme  | Frederik Plantadis     |
| 1998  | Jean-Charles Pinsonneault | Cory Lange         | Martin Saint-Laurent   |
| 1999, | Éric Dubé                 | Martin Gilbert     | Laurence Valton-Simard |
| 2002  | Mark Pozniak              | Marsh Copper       | Cameron Evans          |
| 2003  | Raphaël Tremblay          | Keven Lacombe      | Mark Pozniak           |
| 2004  | Raphaël Tremblay          | Brooke Boocock     | Éric Boily             |
| 2005  | Éric Boily                | Ryan Anderson      | Andrew Nichol          |
| 2006  | Mark Hinnen               | Alexander Korten   | Vincent Blouin         |
| 2007  | Stéphane Cossette (de)    | Guillaume Boivin   | Evan Flater            |
| 2008  | Résultats inconnus        | Résultats inconnus | Résultats inconnus     |
| 2009  | Kevin Massicotte          | Jacob Bouchard     | Francis Desbiens       |
| 2010  | Ryan MacDonald            | Frédéric Poisson   | Devan McClelland       |
| 2011  | Émile Jean                | Elliott Doyle      | Frédéric Cossette      |
| 2012  | Chris Prendergast         | Brandon Etzl       | Benjamin Perry         |
| 2013  | Hendrik Pineda            | Emmanuel Gagné     | Félix Lapointe         |
| 2014  | Edward Walsh              | Jean-Simon D'Anjou | Raphaël Auclair        |
| 2015  | Adam Roberge              | Jordann Jones      | Pier-André Côté        |
| 2016  | Thierry Kirouac-Marcassa  | Jordann Jones      | Cam Fitzmaurice        |
| 2017  | Charles-Étienne Chrétien  | Félix Boutin       | Michael Foley          |
| 2018  | Ben Katerberg             | Robin Plamondon    | Alexandre Poirier      |
| 2019  | Raphaël Parisella         | Matisse Julien     | Lukas Carreau          |
| 2020  | Non organisé              | Non organisé       | Non organisé           |
| 2021  | Jérôme Gauthier           | Charles Duquette   | Luke Hubner            |
| 2022  | Félix Hamel               | Gavin Hadfield     | Carson Mattern         |
| 2023  | Ethan Powell              | Mathis Begin       | Kaden Colling          |
| 2024  | Jayden McMullen           | Mikaël Guilbault   | Tristan Drews          |
| 2025  | Ben Morin                 | Monty Rigby        | Antoine Bergeron       |

Multi-titrés
- 2 : Raphaël Tremblay

### Podiums du contre-la-montre
| Année | Vainqueur          | Deuxième                 | Troisième             |
| ----- | ------------------ | ------------------------ | --------------------- |
| 1997  | Denis Boucher      | David Gluzman            | Trevor Wurtele        |
| 1998  | Cory Lange         | Nick Rowe                | Éric Dubé             |
| 1999  | Charlie Gorman     | Dominique Rollin         | Zachary Davis         |
| 2000  | Dominique Rollin   | François Parisien        | Martin Gilbert        |
| 2001  | Duncan Gavin       | Ryan Roth                | Warren Tilbrook       |
| 2002  | Andrew Davidson    | Cameron Evans            | Maxime Vives          |
| 2003  | Keven Lacombe      | Bradley Fairall          | Jean-Luc Pilote       |
| 2004  | Raphaël Tremblay   | Éric Boily               | Steffen Elzinga       |
| 2005  | Mark Hinnen        | Brooke Boocock           | David Veilleux        |
| 2006  | Eric Smith         | Andrew Nichol            | Mark Hinnen           |
| 2007  | Matthew Potman     | Guillaume Boivin         | Cody Campbell         |
| 2008  | Résultats inconnus | Résultats inconnus       | Résultats inconnus    |
| 2009  | Antoine Duchesne   | Matteo Dal-Cin           | Stuart Wight          |
| 2010  | Stuart Wight       | Kris Dahl                | Steven Noble          |
| 2011  | Alex Cataford      | Nigel Ellsay             | Yohan Patry           |
| 2012  | Nigel Ellsay       | Marc-Antoine Soucy       | Adam Jamieson         |
| 2013  | Peter Disera       | Jack Burke               | William Elliott       |
| 2014  | Pier-André Côté    | Connor Byway             | Evan Burtnik          |
| 2015  | Derek Gee          | Evan Burtnik             | Pier-André Côté       |
| 2016  | Jordann Jones      | Matthew Staples          | Nickolas Zukowsky     |
| 2017  | Graydon Staples    | Charles-Étienne Chrétien | Chris Ernst           |
| 2018  | Ben Katerberg      | Conor Martin             | Jacob Rubuliak        |
| 2019  | Jacob Rubuliak     | Tristan Jussaume         | Dylan Bibic           |
| 2020  | Non organisé       | Non organisé             | Non organisé          |
| 2021  | Leonard Peloquin   | Campbell Parrish         | Gavin Hadfield        |
| 2022  | Campbell Parrish   | Carson Mattern           | Félix Hamel           |
| 2023  | Matthew Ney        | Charles Bergeron         | Sasha Renaud-Tremblay |
| 2024  | Carl Truffer       | Adam Smith               | Albert Taylor         |
| 2025  | Monty Rigby        | Antoine Bergeron         | Ben Morin             |

### Podiums du critérium
| Année     | Vainqueur            | Deuxième                 | Troisième                |
| --------- | -------------------- | ------------------------ | ------------------------ |
| 1999      | Dominique Rollin     | Charles Gorman           | Benoît Maheu             |
| 2000      | Martin Gilbert       | Frédéric Mullette        | François Parisien        |
| 2002      | Marsh Cooper         | Guillaume Fausse         | François Sztuke          |
| 2003      | Brandon Crichton     | Keven Lacombe            | Spencer Atkinson         |
| 2004      | Éric Boily           | David Veilleux           | Charly Vivès             |
| 2005      | Éric Boily           | David Veilleux           | Alexandre Garant         |
| 2006      | Simon Lambert-Lemay  | Guillaume Blais-Dufour   | David Bergeron           |
| 2007      | Guillaume Boivin     | Arnaud Papillon          | Stéphane Cossette (de)   |
| 2008      | Simon Lambert-Lemay  | Hugo Houle               | Jean-Samuel Deshaies     |
| 2009      | Jean-Samuel Deshaies | Pierrick Naud            | Andrew Lattimore         |
| 2010      | Philippe Nadon       | Craig Logan              | Kris Dahl                |
| 2011      | Chris Prendergast    | Justin Zottl             | Charles Matte            |
| 2012      | Elliott Doyle        | Emmanuel Gagné           | Brandon Etzl             |
| 2013      | Peter Disera         | Adam Jamieson            | Emmanuel Gagné           |
| 2014      | Alexander Cowan      | Adam Jamieson            | Willem Boersma           |
| 2015      | Raphaël Auclair      | Willem Boersma           | Pier-André Côté          |
| 2016      | Kurt Penno           | Tristan Guillemette      | Charles-Étienne Chrétien |
| 2017      | Kurt Penno           | Charles-Étienne Chrétien | Vivien Rindisbacher      |
| 2018      | Riley Pickrell       | Thomas Schellenberg      | Robin Plamondon          |
| 2019      | Félix Robert         | Arnaud Beaudoin          | Dylan Bibic              |
| 2020-2021 | Pas organisé         |                          |                          |
| 2022      | Fergus English       | Jérôme Gauthier          | Luca Veeman              |
| 2023      | Patrick Harris       | Henrique Martins         | Alexis Bouchard          |
| 2024      | Adam Smith           | Mikaël Guilbault         | Ben Morin                |
| 2025      | Gabriel Tilli        | Brody Mann               | Monty Rigby              |

Multi-titrés
- 2 : Éric Boily, Simon Lambert-Lemay, Kurt Penno